# 张际春
张际春（1900年12月20日—1968年9月12日），湖南宜章人，中华人民共和国政治人物。
张际春1926年加入中国共产党。曾任红五军团宣传部长、红五军宣传部长、红军大学政治部主任兼政治主任教员等，参加长征。抗日战争期间于1937年任八路军后方政治部副主任、抗日军政大学政治部主任、校党务委员会书记、校政治委员。第二次国共内战期间任晋冀鲁豫军区及野战军副政委兼政治部主任、第二野战军副政委兼政治部主任。中华人民共和国成立后，担任过中宣部常务副部长、国务院文教办公室主任等职。文化大革命期间受到迫害，1968年在北京逝世。

## 生平

### 早年经历
张际春早年曾在永福初级小学、县立阁邑高等小学就读1920年到衡阳湖南省立第三师范学校读书。期间常因经济困难时而辍学。1922年后受革命思想影响，参加学生运动和农民运动。1925年毕业后，在本乡小学任教，兼办农民协会。1926年加入中国国民党，任区党部常务委员。1926年11月加入中国共产党，1927年初到宜章县立女子初级师范学校任教，同时任国民党县党部常务委员。
1928年1月，张际春参加湘南起义，任中共宜章县委农民运动委员会书记和县农民协会秘书长。4月随军上井冈山，先后在红四军第三十二师党委会、第十师第二十八团党委会工作。1929年初，调任红四军第二纵队政治部宣传科科长，随朱德、毛泽东进军赣南闽西。1930年6月任红四军秘书长，同年8月任红一方面军政治部宣传处处长。1930年12月调任中央军委总政治部组织部干事兼机关党支部书记。
1931年春，张际春调任红三军秘书长。5月任红四军第十一师政治委员兼政治部主任，同年9月任红四军第十三师政治委员兼政治部主任。1932年3月任第四十五师政治委员兼政治部主任，月任红一军团第三十一师政治委员兼政治部主任。12月调任红一军团政治部宣传部部长，主办《战士报》。1933年兼任红一军团军事裁判所所长。参加中央苏区历次反围剿战争。1934年初任红军第二步兵学校政治委员兼政治处主任。同年夏因抵制博古等人的指挥，受到排斥和打击，改任校训育处副处长。不久调任红五军团政治部宣传部部长。
1934年10月，随红五军团第十三师第三十七团长征。1935年10月，任红四方面军红军大学政治主任教员。1936年6月任红军大学政治部主任。1937年1月，张际春入抗日军政大学第二期第二队学习，后任附设步兵学校政治部主任。

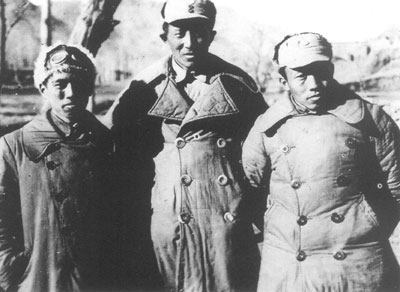
1939年冬，陈伯钧、罗瑞卿、张际春（左起）合影

### 抗日战争时期
1937年8月，张际春任八路军后方政治部副主任。11月调任绥德河防警备区政治部主任，兼中共绥德特别区委委员。1938年1月，任抗大政治部主任，同罗瑞卿一起负责抗大的实际领导工作。1939年7月，和罗瑞卿等率抗大总校向太行地区迁移。1942年9月起，张际春任抗大代理政治委员兼军政委员会主席。1943年1月，任中共中央北方局宣传部部长，同年9月起任八路军野战政治部副主任，兼做北方局党校的整风审干工作。1945年4月，返回延安出席中共七大，并当选为中央候补委员。

### 第二次国共内战时期

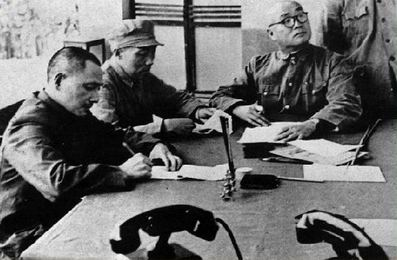
1949年10月，刘伯承（右）、邓小平（左）、张际春（中）在第二野战军指挥部。

1945年8月，张际春任晋冀鲁豫军区副政治委员兼任政治部主任。参与领导上党、邯郸等战役，总结推广王克勤班团结互助运动等经验。1947年6月，随刘伯承、邓小平率部进军大别山。1948年5月，张际春任中原军区、中原野战军第二副政治委员兼政治部主任，参加淮海战役。1949年2月，任第二野战军副政治委员兼政治部主任，参加渡江战役。攻占南京后，任中共南京市委常务委员兼宣传部部长，9月随部队向西南进军。协助刘伯承、邓小平制定作战方案，组织指挥部队。

### 中华人民共和国成立后
1949年12月，张际春兼任重庆市军事管制委员会主任。1950年2月，任中共中央西南局常委兼西南局办公厅主任、组织部部长、西南军区副政治委员兼政治部主任兼干部管理部部长。1952年9月，任中共中央西南局第二副书记兼西南局农村工作委员会书记、农村工作部部长。1954年1月，张际春调入中央，任中共中央宣传部副部长。1957年6月，兼任国务院第二办公室副主任。1958年6月起任中共中央文教小组成员。1959年6月兼任国务院文教办公室主任。
张际春是第二、第三届全国政协常务委员，中共第八届中央委员。文化大革命期间，张际春被诬为 “黑帮”、 “活阎王”、 “反革命修正主义分子”等等，并于1966年7月30日在人民大会堂召开万人大会，对他进行批判斗争。1968年9月12日在北京逝世。1979年1月24日，中共中央在全国政协礼堂为他举行了平反昭雪追悼大会。